# Nohant-en-Goût
Nohant-en-Goût és un municipi francès, situat al departament de Cher i a la regió de Centre – Vall del Loira. L'any 2007 tenia 548 habitants.

## Demografia

### Població
El 2007 la població de fet de Nohant-en-Goût era de 548 persones. Hi havia 149 famílies, de les quals 16 eren unipersonals (8 homes vivint sols i 8 dones vivint soles), 33 parelles sense fills, 79 parelles amb fills i 21 famílies monoparentals amb fills.
La població ha evolucionat segons el següent gràfic:
Habitants censats

### Habitatges
El 2007 hi havia 168 habitatges, 156 eren l'habitatge principal de la família, 3 eren segones residències i 9 estaven desocupats. 166 eren cases i 1 era un apartament. Dels 156 habitatges principals, 138 estaven ocupats pels seus propietaris, 15 estaven llogats i ocupats pels llogaters i 3 estaven cedits a títol gratuït; 1 tenia dues cambres, 8 en tenien tres, 45 en tenien quatre i 102 en tenien cinc o més. 135 habitatges disposaven pel capbaix d'una plaça de pàrquing. A 43 habitatges hi havia un automòbil i a 106 n'hi havia dos o més.

### Piràmide de població
La piràmide de població per edats i sexe el 2009 era:
| Homes | Edats   | Dones |
| ----- | ------- | ----- |
| 4     | 95 o +  | 20    |
| 0     | 90 a 94 | 16    |
| 12    | 85 a 89 | 12    |
| 0     | 80 a 84 | 8     |
| 8     | 75 a 79 | 4     |
| 16    | 70 a 74 | 8     |
| 4     | 65 a 69 | 16    |
| 12    | 60 a 64 | 8     |
| 4     | 55 a 59 | 4     |
| 12    | 50 a 54 | 12    |
| 28    | 45 a 49 | 24    |
| 16    | 40 a 44 | 12    |
| 8     | 35 a 39 | 8     |
| 8     | 30 a 34 | 8     |
| 16    | 25 a 29 | 16    |
| 16    | 20 a 24 | 12    |
| 16    | 15 a 19 | 4     |
| 12    | 10 a 14 | 4     |
| 20    | 5 a 9   | 8     |
| 4     | 0 a 4   | 12    |

## Economia
El 2007 la població en edat de treballar era de 297 persones, 232 eren actives i 65 eren inactives. De les 232 persones actives 222 estaven ocupades (119 homes i 103 dones) i 10 estaven aturades (1 home i 9 dones). De les 65 persones inactives 23 estaven jubilades, 26 estaven estudiant i 16 estaven classificades com a «altres inactius».

### Ingressos
El 2009 a Nohant-en-Goût hi havia 162 unitats fiscals que integraven 456 persones, la mediana anual d'ingressos fiscals per persona era de 18.833 €.

### Activitats econòmiques
Dels 5  establiments que hi havia el 2007, 2 eren d'empreses de construcció, 1 d'una empresa de comerç i reparació d'automòbils, 1 d'una empresa financera i 1 d'una entitat de l'administració pública.
L'únic servei als particulars que hi havia el 2009 era una fusteria.
L'any 2000 a Nohant-en-Goût hi havia 9 explotacions agrícoles que ocupaven un total de 2.007 hectàrees.

## Equipaments sanitaris i escolars
El 2009 hi havia una escola elemental.

## Poblacions més properes
El següent diagrama mostra les poblacions més properes.